# Эльдуайен, Федерико
Федерико Мартин Эльдуайен Салданья (исп. Federico Martín Elduayén Saldaña; 25 июня 1977, Фрай-Бентос, Уругвай) — уругвайский футболист, вратарь клуба «Гуабира» и сборную Уругвая. Участник Чемпионата мира 2002 года.

## Клубная карьера
Эльдуайен воспитанник клуба «Пеньяроль». В 1999 году он дебютировал уругвайской Примере, в том же сезоне став чемпионом Уругвая. В 2003 году Федерико вновь помог команде выиграть национальное первенство. После шести сезонов в «Пеньяроле», он покинул клуб и подписал соглашение с чилийским «Универсидад де Консепсьон». За новую команду Эльдуайен выступал четыре сезона сыграв более 100 матчей. В 2009 году в составе клуба он стал обладателем Кубка Чили.
В 2010 году Федерико перешёл в «О’Хиггинс». 31 января в матче против «Сан-Луис Кильота» он дебютировал за новую команду. По окончании сезона Эльдуайен покинул клуб и присоединился к «Унион Эспаньола». 11 сентября 2011 года в матче против «Коло-Коло» Федерико дебютировал в новой команде.
В 2012 году Эльдуайен перебрался в Боливию, где подписал контракт с командой «Университарио» из города Сукре. 29 июля в матче против «Стронгест» он дебютировал в чемпионате Боливии. По окончании сезона Федерико перешёл в «Гуабира». 15 сентября 2013 года в поединке против «Спорт Бойз Варнес» Эльдуайен дебютировал в новом клубе.

## Международная карьера
В 2002 году Федерико дебютировал за сборную Уругвая. В том же году Эльдуайен попал в заявку сборной на участие в Чемпионате мира во Японии Южной Корее. На турнире он был третьим резервным вратарём и не сыграл ни минуты.

## Достижения
Командные
 «Пеньяроль»
- Чемпионат Уругвая по футболу — 1999
- Чемпионат Уругвая по футболу — 2003

 «Универсидад де Консепсьон»
- Обладатель Кубка чили — 2008/2009